# Дуглас Жуниор
Дуглас Жуниор да Силва Негрейрос (порт.-браз. Douglas Júnior da Silva Negreiros) или Дуглас Жуниор (порт.-браз. Douglas Júnior; род. 15 октября 1988 года) — казахстанский игрок в мини-футбол бразильского происхождения, защитник саудовского клуба «Аль-Ула» и сборной Казахстана. Лучший бомбардир в истории сборной Казахстана (65 голов).

## Карьера
Профессиональную карьеру начал в клубе АБС (Натал).
С 2008 года играл в чешском чемпионате в одном из ведущих клубов — «Эра-Пак» (Хрудим).
В мае 2014 года подписал контракт с алматинским «Кайратом» на 3 года.
В июле 2015 года принял казахстанское гражданство. Это позволило Дугласу начать выступления за сборную Казахстана.
В составе сборной дебютировал 15 сентября 2015 года в Зенице, в матче против сборной Боснии и Герцеговины (5:0), и отметился двумя голами.
В 2024 году после 10 сезонов за «Кайрат» перешёл в клуб «Аль-Ула» из Саудовской Аравии.

## Достижения
- Бронзовый призёр чемпионата Европы — 2016
- Обладатель Кубка УЕФА — 2014/15
- Серебряный призёр Кубка УЕФА — 2018/19
- Обладатель Суперкубка мира: 2014
- Финалист Суперкубка мира 2015
- Обладатель Кубка Ерёменко — 2016, 2017, 2018
- Бронзовый призёр Кубка Ерёменко — 2015
- Серебряный призёр Кубка Урала — 2014
- Чемпион Казахстана — 2014/15, 2015/16, 2016/17, 2017/18, 2018/19, 2019/20, 2020/21, 2022/23
- Обладатель Кубка Казахстана по мини-футболу — 2014, 2015, 2016, 2017, 2018, 2019, 2020, 2021, 2022, 2023
- Лучший игрок сезона — 2017, 2018, 2023
- Обладатель Суперкубка Казахстана — 2014, 2017, 2018, 2019, 2021, 2023
- Чемпион Чехии — 2008/09, 2009/10, 2010/11, 2011/12, 2012/13, 2013/14
- Серебряный призёр российской Суперлиги — 2021/22